# Gogoșița
Gogoșița – wieś w Rumunii, w okręgu Dolj, w gminie Gogoșu. W 2011 roku liczyła 224 mieszkańców.